# Лонгворт, Николас III
Николас Лонгворт III (англ. Nicholas Longworth; 5 ноября 1869, Цинциннати, Огайо — 9 апреля 1931, Эйкен, Южная Каролина) — американский государственный и политический деятель 19-20 веков, 38-й спикер Палаты представителей США (1925—1931), сенатор Огайо.

## Ранние годы и образование
Николас Лонгворт III родился 5 ноября 1969 года в городе Цинциннати, штат Огайо в семье Николаса Лонгворта II и Сьюзен Уокер. Лонгворты старой и богатой семьей, которая имела значительный политический вес в штате. У Лонгворта было две младшие сестры, Анна и Клара. Николас Лонгворт II был сыном Джозефа Лонгворта и внуком винодела Николаса Лонгворта I, выдающихся граждан Цинциннати.
Николас Лонгворт III посещал школу Франклина, школу для мальчиков в Цинциннати, а затем поступил в Гарвардский колледж (класс 1891 года), где он был членом Delta Kappa Epsilon (глава Alpha) и Порселлианского клуба. Он был талантливым, но не прилежным учеником. Один друг написал о нём: «Его хорошая голова позволяла ему легко получать вполне респектабельные оценки, не выполняя при этом особой работы». После получения степени бакалавра в Гарварде, он учился в Гарвардской юридической школе в течение одного года, но в 1894 году перешел на юридический факультет Цинциннати и получил в нём степень.
Лонгворт также был скрипачом, и во время их первого визита в Байройт его жена Алиса Ли Рузвельт сообщила, что «Ник действительно был музыкантом и глубоко любил музыку …». В письме сестре Лонгворта Кларе Леопольд Стоковский писал: «Ваш брат обладал редким пониманием музыки. Он проник прямо в дух музыки. Это было его естественной стихией».

## Карьера
Лонгворт начал юридическую практику в Цинциннати после того, как в 1894 году был принят в коллегию адвокатов штата Огайо. Его политическая карьера началась с должности в городском совете по образованию в 1898 году. Как протеже республиканского босса Джорджа Б. Кокса, Лонгворт был избран в Генеральную ассамблею Огайо, служил в Палате представителей Огайо в 1899 и 1900 годах. Затем в период с 1901 по 1903 работал в Сенате штата Огайо. В 1902 году он сыграл важную роль в написании и принятие Закона Лонгворта, законопроекта, регулирующего выпуск муниципальных облигаций, который был назван «одним из самых успешных законов в истории Огайо». Лонгворт был избран в палату представителей США от первого избирательного округа штата Огайо, который включал город Цинциннати и прилегающие округа.
Лонгворт был холостяком до того как был избран в состав Конгресса США. 17 февраля 1906 года он женился на Алисе Ли Рузвельт, дочери президента США Теодора Рузвельта на территории Белого Дома. Их союз получил широкий общественный резонанс. На протяжении своей политической карьеры Лонгворт отстаивал вопросы, касающиеся иностранных дел и импортных пошлин.
Когда прогрессивные республиканцы отделились от консерваторов в 1910-12 годах, Лонгворт встал на сторону консерваторов. Когда они покинули партию на выборах 1912 года, чтобы поддержать Теодора Рузвельта и создать свою собственную партию , Лонгворт, наряду со многими ближайшими политическими союзниками Рузвельта, твердо остался на стороне республиканского знаменосца президента США Уильяма Говарда Тафта.
Лонгворт был больше согласен с Тафтом, чем Рузвельтом по таким важным вопросам, как независимая судебная система и поддержка бизнеса.
В результате раскола Республиканской партии Лонгворт и его жена Элис оказались на противоположных сторонах раскола в осенней кампании. Она активно поддерживала кандидатуру своего отца в президенты от третьей партии, хотя её муж баллотировался на переизбрание по республиканскому списку. В результате Лонгворт едва не уступил место в Палате представителей демократическому претенденту Стэнли Боудлу.

## Лидер большинства и спикер палаты
Лонгворт вернулся в Конгресс в 1915 году после победы над Боудлом в матче-реванше и служил в нём до своей смерти в 1931 году. Он стал лидером большинства в Палате представителей в 1923 году и дослужился до спикера в 1925 году, сменив Фредерика Гиллета, который был избран в Сенат США. Вскоре после того, как он стал оратором, он намеревался восстановить для спикера многие из полномочий, которые были лишены во время восстания против Джозефа Кэннона. Он также наказал 13 прогрессистов, которые поддержали Роберта М. Ла Фоллета вместо Калвина Кулиджа на выборах 1924 года . Он изгнал повстанцев из фракции Республиканской партии и лишил даже председателей комитетов среди них всякого старшинства. Кроме того, Лонгворт взял под свой контроль Руководящий комитет и Комитет по комитетам и поместил своих людей в Комитет по правилам, гарантируя, что он контролирует работу Палаты представителей.
Игнорируя прогрессивное крыло партии, Лонгворт проводил закон, направленный на сбалансированные бюджеты и значительное снижение налогов, сопротивляясь любым новым программам, расширяющим роль правительства. Однако в 1931 году Лонгворт бросил вызов президенту США Герберту Гуверу, поддержав давно застопорившийся законопроект о бонусах ветеранов. В результате он был принят, но Гувер наложил на него вето, спровоцировав формирование марша Бонусной армии 1932 года.
Лонгворт через проход обратился к демократам, наладив продуктивные отношения с Джоном Нэнсом Гарнером, лидером меньшинства этой партии, который полагался на неформальные методы для усиления влияния своей партии. У него были тесные отношения с Гарнером, который сказал о Лонгворте: «Я был язычником, а Ник — аристократом». Вместе они проводили ежедневные собрания конгрессменов-демократов и республиканцев в уединенной комнате в Капитолии, которая стала известна как «Бюро просвещения». Этот неофициальный клуб предоставил политикам место, где они могли расслабиться с любимым напитком, познакомиться и поработать друг с другом, независимо от партийной принадлежности.

## Последние дни жизни и смерть
Лонгворт служил спикером до конца 71-го Конгресса 4 марта 1931 года, а также был предполагаемым спикером на предстоящем 72-м Конгрессе на момент своей смерти (поскольку он выиграл переизбрание в ноябре 1930 года и в то время республиканцы сохранили право голоса на выборах). Он неожиданно умер от пневмонии 9 апреля 1931 года, когда навещал своего друга Дуайта Филли Дэвиса (известного в Кубке Дэвиса) и Дэниела Дж. Дакетта в Эйкене, Южная Каролина. Его тело было впоследствии предано земле на кладбище Спринг-Гроув в Цинциннати. На поминальной службе в Библиотеке Конгресса 3 мая 1931 года его старые друзья-музыканты Ефрем Цимбалист и Гарольд Бауэр играли композиции Брамса.

## Отзывы современников
Дональд С. Бэкон описал Лонгворта как "жизнерадостного и аристократического человека, любившего носить гетры и носить трость с золотой головкой. Он был неизменно весел, быстро шутил или остроумно возражал и неизменно дружелюбен. трудные решения с такой легкостью и отстраненностью, что некоторые люди задавались вопросом, действительно ли что-нибудь имело для него значение.
Одно известное возражение приписывают Лонгворту. Однажды, когда он бездельничал в кресле в Капитолии, другой член Палаты провел рукой по лысине Лонгворта и прокомментировал: «Красиво и гладко. По ощущениям — как зад моей жены». Лонгворт пощупал свою голову и сказал: «Да, так и есть».
Журналист Фрэнк Р. Кент из The Baltimore Sun писал о нём: "Без какого-либо пересмотра правил он полностью восстановил власть спикера и стал бесспорным лидером Дома с таким же авторитарным контролем, как Рид или Кэннон. то правда, что он проявлял эту власть с бесконечно большим тактом, грацией и смекалкой, без того намека на оскорбительное высокомерие, которое было характерно для бывших царей Дома. Но он был таким же царем. Мистер Лонгворт ясно доказал, что вопрос лидерства зависит не столько от правил, сколько от человека.

## Наследие
После его смерти в 1931 году его жена Алиса одолжила скрипку Страдивари принадлежащею ранее Лонгворту 24-летнему Роману Тотенбергу для его американского дебюта в 1935 году, когда он сыграл свою интерпретацию Концерта Бетховена с Национальным симфоническим оркестром. Тотенберг много лет играл на скрипке Лонгворта — включая появление в 1936 году в Белом доме Франклина и Элеоноры Рузвельт — до тех пор, пока он не смог позволить себе собственную скрипку Страдивари.